# یوهان پیتکا
یوهان پیتکا (انگلیسی: Johan Pitka؛ ۱۹ فوریه ۱۸۷۲ – ۲۲ نوامبر ۱۹۴۴) ناخدا و دریابان اهل استونی بود.
او فرمانده نیروی دریایی استونی در جنگ استقلال استونی بود. پیتکا در سازمان‌دهی و ساخت قطارهای زرهی تلاش‌های بسیاری کرد که نقش موثری در پیروزی استونی داشت.